# Giro di Sassonia 2009
Il Giro di Sassonia 2009, venticinquesima edizione della corsa, si svolse dal 22 al 26 luglio 2009 su un percorso di 871 km ripartiti in 5 tappe, con partenza e arrivo a Dresda. Fu vinto dal tedesco Patrik Sinkewitz della squadra PSK Whirlpool-Author davanti all'olandese Sebastian Langeveld e all'altro tedesco Dirk Müller.

## Tappe
| Tappa  | Data      | Percorso              | km  | Vincitore di tappa  | Leader cl. generale |
| ------ | --------- | --------------------- | --- | ------------------- | ------------------- |
| 1ª     | 22 luglio | Dresda > Markkleeberg | 162 | André Greipel       | André Greipel       |
| 2ª     | 23 luglio | Lipsia > Eibenstock   | 196 | Sebastian Langeveld | Sebastian Langeveld |
| 3ª     | 24 luglio | Aue > Meerane         | 184 | Patrik Sinkewitz    | Patrik Sinkewitz    |
| 4ª     | 25 luglio | Chemnitz > Sebnitz    | 183 | Sebastian Langeveld | Patrik Sinkewitz    |
| 5ª     | 26 luglio | Dresda > Dresda       | 146 | Thomas Lövkvist     | Patrik Sinkewitz    |
| Totale | Totale    | Totale                | 871 |                     |                     |

## Dettagli delle tappe

### 1ª tappa
- 22 luglio: Dresda > Markkleeberg – 162 km

| Pos. | Corridore        | Squadra   | Tempo    |
| ---- | ---------------- | --------- | -------- |
| 1    | André Greipel    | Columbia  | 3h57'56" |
| 2    | Alex Rasmussen   | Saxo Bank | s.t.     |
| 3    | Marcus Burghardt | Columbia  | s.t.     |

| Pos. | Corridore        | Squadra   | Tempo    |
| ---- | ---------------- | --------- | -------- |
| 1    | André Greipel    | Columbia  | 3h57'46" |
| 2    | Alex Rasmussen   | Saxo Bank | a 4"     |
| 3    | Marcus Burghardt | Columbia  | s.t.     |

### 2ª tappa
- 23 luglio: Lipsia > Eibenstock – 196 km

| Pos. | Corridore           | Squadra   | Tempo    |
| ---- | ------------------- | --------- | -------- |
| 1    | Sebastian Langeveld | Rabobank  | 4h50'20" |
| 2    | Paul Martens        | Rabobank  | s.t.     |
| 3    | Dirk Müller         | Sparkasse | s.t.     |

| Pos. | Corridore           | Squadra   | Tempo    |
| ---- | ------------------- | --------- | -------- |
| 1    | Sebastian Langeveld | Rabobank  | 8h48'06" |
| 2    | Marcus Burghardt    | Columbia  | a 1"     |
| 3    | Dirk Müller         | Sparkasse | a 3"     |

### 3ª tappa
- 24 luglio: Aue > Meerane – 184 km

| Pos. | Corridore          | Squadra       | Tempo    |
| ---- | ------------------ | ------------- | -------- |
| 1    | Patrik Sinkewitz   | PSK Whirlpool | 4h26'10" |
| 2    | Maarten Tjallingii | Rabobank      | a 2'50"  |
| 3    | Thomas Fothen      | Milram        | s.t.     |

| Pos. | Corridore           | Squadra       | Tempo     |
| ---- | ------------------- | ------------- | --------- |
| 1    | Patrik Sinkewitz    | PSK Whirlpool | 13h14'09" |
| 2    | Marcus Burghardt    | Columbia      | a 2'55"   |
| 3    | Sebastian Langeveld | Rabobank      | a 2'57"   |

### 4ª tappa
- 25 luglio: Chemnitz > Sebnitz – 183 km

| Pos. | Corridore           | Squadra  | Tempo    |
| ---- | ------------------- | -------- | -------- |
| 1    | Sebastian Langeveld | Rabobank | 4h21'29" |
| 2    | Marco Pinotti       | Columbia | s.t.     |
| 3    | Jos van Emden       | Rabobank | a 2"     |

| Pos. | Corridore           | Squadra       | Tempo     |
| ---- | ------------------- | ------------- | --------- |
| 1    | Patrik Sinkewitz    | PSK Whirlpool | 17h35'40" |
| 2    | Sebastian Langeveld | Rabobank      | a 2'45"   |
| 3    | Dirk Müller         | Sparkasse     | a 2'52"   |

### 5ª tappa
- 26 luglio: Dresda > Dresda – 146 km

| Pos. | Corridore          | Squadra    | Tempo    |
| ---- | ------------------ | ---------- | -------- |
| 1    | Thomas Lövkvist    | Columbia   | 3h38'58" |
| 2    | Silvere Ackermann  | Vorarlberg | a 19"    |
| 3    | Maarten Tjallingii | Rabobank   | a 25"    |

| Pos. | Corridore           | Squadra       | Tempo     |
| ---- | ------------------- | ------------- | --------- |
| 1    | Patrik Sinkewitz    | PSK Whirlpool | 21h15'03" |
| 2    | Sebastian Langeveld | Rabobank      | a 2'45"   |
| 3    | Dirk Müller         | Sparkasse     | a 2'52"   |

## Classifiche finali

### Classifica generale
| Pos. | Corridore           | Squadra                      | Tempo     |
| ---- | ------------------- | ---------------------------- | --------- |
| 1    | Patrik Sinkewitz    | PSK Whirlpool-Author         | 21h15'03" |
| 2    | Sebastian Langeveld | Rabobank                     | a 2'45"   |
| 3    | Dirk Müller         | Sparkasse                    | a 2'52"   |
| 4    | Marcus Burghardt    | Team Columbia                | a 2'53"   |
| 5    | Maarten Tjallingii  | Rabobank                     | s.t.      |
| 6    | Marco Pinotti       | Team Columbia                | a 2'58"   |
| 7    | Lars Boom           | Rabobank                     | s.t.      |
| 8    | Paul Martens        | Rabobank                     | a 3'01"   |
| 9    | Geert Steurs        | Topsport Vlaanderen-Mercator | s.t.      |
| 10   | Jos van Emden       | Rabobank                     | a 3'03"   |